# パノムルン歴史公園
パノムルン歴史公園（－れきしこうえん）はタイの歴史公園の一つ。

## 概要
パノムルン(タイ語: พนมรุ้ง)とは、クメール語で「大きな丘」を意味する。タイ東北部ブリーラム県チャルームプラキアット郡タムボン・ターペックにある死火山の山頂(海抜400ｍ)に位置するアンコール期のバプーオン様式寺院で砂岩とラテライトで建築されている。1971年から1988年まで17年に及ぶ復旧作業の後、1988年5月21日に歴史公園として指定された。2005年パノムルン遺跡のユネスコ世界遺産への指定を求めて書類が提出された。東向きの前方入り口にかかるプラ・ナラーイ・リンテル（まぐさ石）は60年代中頃に盗まれ、長年シカゴの美術館に置かれていたが、タイ国をあげての返還要求の結果1988年にようやく返却された。

## 歴史
ピマーイ歴史公園と同時期の10世紀から13世紀あたりにかけて増築されてきたと見られる。さまざまな石碑を判読した結果によると、アンコール王朝のラジェンドラヴァルマン2世（AD944年-968年）が最初期に礼拝所をパノムルンの丘に建立し、シヴァ神に捧げたとみられるが、現在見られるほどに大規模な寺院ではなかったと見られる。次王のジャヤーヴァルマン5世（AD968年-1001年）も土地と寺奴をパノムルンの礼拝所に寄進した。さらに遺跡内のコーム文字碑文によると13世紀頃にパノムルン周辺を所領とするマヒンドラプラ家のナレーンドラティットが大規模な寺院を建立したという。マヒンドラプラ家はアンコール・ワットを建立したスーリヤヴァルマン2世と強い連携を持つ一族であり、同盟して戦争を行っている。そのためパノムルン遺跡の建立はナレーンドラティットがアンコールワットの勢力との強い後ろ盾をもちつつ、比較的自由な統治を享受していたことを示している。

## 建造物・伽藍配置
他のクメール遺跡群と同じく、カイラス山をモチーフにした屋根が特徴である。この寺院はシヴァに捧げられた。寺院の伽藍は直線の軸を基準に配置され、重要な構造物は中心に配置されている。中央の伽藍の東北端に「プラッププラー」（พลับพลา）と呼ばれる建造物があり、おそらくは国王が祭礼の際に身支度を整えるために宿泊する場所、今で言う潔斎所（プラッププラープルアンクルアン）と考えられている。

### 参道
東の入り口から西へ階段を登り、潔斎所であるプラッププラー宮を右手に通り過ぎると石畳の参道に至る。この参道の両脇には蓮のつぼみに似た頭を持つ砂岩の石柱が石灯籠のように並んでいる。この柱は「サオナーンリアン」と呼ばれ、片側だけで35基ある。さらに歩みを進めると第一のナーガの渡り橋に至る。盛り土の上に十字に石橋が設置され、橋の欄干は5頭のナーガで飾られている。この渡り橋は12世紀頃に建設されたと見られている。橋の中央部には八片の花弁を持つ蓮の花の文様が彫られており、八方位を守護するヒンドゥーの神々、もしくは神々への祈祷のための呪術文様と考えられている。この橋自体がおそらくは人間界から天界への渡り橋とも考えられていたのだろう。第一のナーガの渡り橋から、52段の石段を登ると山頂の台地に至る。山頂にはまず本堂に至る4つの池を持つ門前の広場がある。第二のナーガの渡り橋が玄関テラスとして設置され、本堂の周囲をめぐる長細い部屋を持つ回廊と繋がっている。この回廊はところどころに壁で仕切られており、突き抜けることはできない。回廊の四方には玄関テラスが設けられているが、外壁の四方の窓は閉じられた偽窓である。回廊の東側正面入り口の上部にはルーシー (修行者) のリンテルがあり、そのすがたはシヴァ神とも、古代の医療者とも、パノムルンを建設したナレーンドラティットとも考えられている。

### 本堂
本堂である中央祠堂は、寺院内陣の奥にあり、角の取れた正方形の尖塔の形に設計されている。祠堂内部の講堂は長方形の空間である。中央祠堂は桃色砂岩で作られた壁面、門枠、壁支柱、まぐさ石、破風、梁、屋根装飾などによって構成され、一辺が8.2メートル、高さが27メートルである。13世紀頃、パノムルン周辺地域を所領としていたナレーンドラアティットがこの祠堂を建築したとされる。中央祠堂の中央の部屋はカンカルハと呼ばれ、最も重要な礼拝所となっている。この部屋の中にはシヴァ神の象徴たるシヴァ・リンガ（男性器を模した石柱）が安置されていたと考えられているが、元来の石柱は失われてしまい、リンガにかけた聖水を受ける施設だけが現存する。中央祠堂の北東にはレンガで造られた建造物の基礎が2箇所に残っており、おそらくは10世紀頃の建造物であると見られている。南西の建造物は小祠堂であり、角の取れた正方形をしている。外壁は砂岩、内部はラテライト石である。東面にのみ入り口があり、内部には砂岩で作られた祈祷台がある。東面の入り口の破風のレリーフにはゴーヴァルダナ山を持ち上げるクリシュナ神が彫られている。11世紀頃の建造物と見られている。また、南東の2棟のラテライト石製の建造物は、入り口が一つで、堂内には礼拝施設を持たないことから、経蔵（バンナーライ）であると考えられ、パノムルン建立最終期13世紀頃の建造物であるとみられている。それぞれの建造物の破風やまぐさ石には、ヒンドゥーの神々をモチーフとした多くのレリーフが彫られており、
踊るシヴァ神（ナタラージャ）、横たわるプラ・ナーラーイ、ラーマキエンのラーマ王子、クリシュナ神、儀式、ルーシーなどを見ることができる。

## 遺跡修復と保護
文部省芸術局ではパノムルン遺跡の修復作業をアナスティローシス（部材再配置）によって行っている。遺跡は1932年に国の遺跡に登録。1971年に修復開始し、1988年に修復が終了。同年5月21日パノムルン歴史公園として遺跡の保護を開始した。

### 遺跡破壊事件
2008年5月19日に何者かがパノムルン遺跡内の門神像、ナーガなどの動物像の一部を破壊し、シヴァリンガを倒すなどの被害が発生し、芸術局が修復を行った。